# Машнево
Машнево — деревня в Ефимовском городском поселении Бокситогорского района Ленинградской области.

## История
Деревня Мошнева упоминается на карте Новгородского наместничества 1792 года А. М. Вильбрехта.
Согласно X-ой ревизии 1857 года:

МАШНЕВО — деревня, принадлежит Бизюкиной: хозяйств — 18, жителей: 29 м. п., 36 ж. п., всего 65 чел.

По земской переписи 1895 года:

  
МАШНЕВО — деревня, крестьяне государственные бывшие Бизюкиной: хозяйств — 12, жителей: 33 м. п., 38 ж. п., всего 71 чел.

В конце XIX — начале XX века деревня административно относилась к Соминской волости 1-го земского участка 3-го стана Устюженского уезда Новгородской губернии.
В начале XX века близ деревни у дороги находился жальник, а на нём кресты.

МАШНЕВО — деревня Ефимовского сельского общества, число дворов — 15, число домов — 29, число жителей: 40 м. п., 43 ж. п.; Занятие жителей: земледелие, лесные заработки. Река Соминка и озеро Сомино, оно же Машнево. Часовня, кожевенный завод. (1910 год)

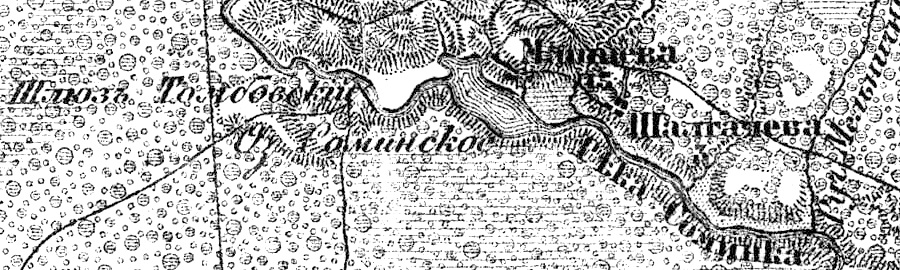
Деревня Машнево на карте 1917 года

Согласно военно-топографической карте Новгородской губернии издания 1917 года деревня называлась Машнева и насчитывала 15 крестьянских дворов.
С 1917 по 1927 год деревня входила в состав Советской волости Устюженского уезда Череповецкой губернии.
С 1927 года, в составе Ефимовского сельсовета Ефимовского района.
По данным 1933 года деревня Машнево входила в состав Ефимовского сельсовета Ефимовского района.
В 1940 году население деревни составляло 228 человек.
С 1965 года, в составе Бокситогорского района. В 1965 году население деревни составляло 122 человека.
По данным 1966, 1973 и 1990 годов деревня Машнево также входила в состав Ефимовского сельсовета.
В 1997 году в деревне Машнево Ефимовской волости проживали 25 человек, в 2002 году — 14 человек (все русские).
В 2007 году в деревне Машнево Ефимовского ГП проживали 11 человек, в 2010 году — 19, в 2015 году — 16, в 2016 году — 25 человек.

## География
Деревня расположена в центральной части района, к югу и смежно с посёлком Ефимовский.
Расстояние до административного центра поселения — 1,5 км.
Расстояние до ближайшей железнодорожной станции Ефимовская — 2 км. 
Деревня находится на северном берегу Соминского озера.

## Демография
| 1997 | 2002 | 2007 | 2010 | 2017 |
| ---- | ---- | ---- | ---- | ---- |
| 25   | ↘14  | ↘11  | ↗19  | ↗24  |